# 弓琴
弓琴（布農語： latuk）又名嘴琴、口琴，是台湾原住民的傳統擦弦樂器，常见于布农、邹、阿美等民族聚居地区，多用于民歌或舞蹈伴奏。